# Глебов, Порфирий Николаевич
Порфирий Николаевич Глебов (ок. 1810 — 1866) — российский военный историк, генерал-лейтенант Русской императорской армии.

## Биография
Родился около 1810 года (по формуляру в 1828 года ему было 18 лет). Происходил из дворян Санкт-Петербургской губернии. Воспитывался в частном учебном заведении.
На воинскую службу он поступил 29 января 1827 года во 2-ю лейб-гвардии артиллерийскую бригаду фейерверкером (через месяц переименован в юнкеры); 3 июня 1828 года был произведён в прапорщики в 7-ю артиллерийскую бригаду и с ней принял участие в русско-турецкой войне. В 1828 году участвовал в осаде Варны (за отличие в сражении 3 сентября был награждён орденом Святой Анны 3-й степени с бантом), а в 1829 году — с 5 мая по 12 июня в осаде Силистрии (за отличие произведён 14 июня в подпоручики), переходе через Балканы, взятии турецкого укреплённого лагеря при Довиргинзе (за отличие в этих делах пожалован орденом Святого Владимира 4-й степени с бантом) и походе в Адрианополь.
В 1831 году во время усмирения польского восстания участвовал в битве у Седлеца, в генеральном сражении при Варшаве (награждён золотой саблей с надписью «За храбрость» и польским знаком отличия за военные достоинства 4-й степени) и при обложении крепости Модлин; 24 октября того же года переведён в конно-артиллерийскую роту № 4 (с 25 декабря 1833 года батарея); за отличие в сражении произведён 30 октября в поручики; 11 апреля 1834 года вышел в отставку по домашним обстоятельствам штабс-капитаном.
19 января 1836 года Глебов вновь поступил на службу с прежним чином поручика в ту же 4-ю батарею и назначен старшим адъютантом в штаб главного начальника военно-учебных заведений; 28 июня того же года произведён в штабс-капитаны; 6 декабря 1838 года награждён орденом Святого Станислава 2-й степени.
6 декабря 1841 года он был переведён за отличие в гвардейскую конную артиллерию; произведённый 11 апреля 1843 года в капитаны, в июне того же года назначен начальником 3-го воспитательного отделения того же штаба; 30 августа 1844 г. произведён в полковники полевой конной артиллерии.
Состоя на службе в штабе главного начальника военно-учебных заведений, Порфирий Николаевич Глебов редактировал, под надзором генерала Я. И. Ростовцева, «Журнал для чтения воспитанникам военно-учебных заведений».
26 января 1845 года он был освобождён от должности и 16 февраля причислен к образцовой конной батарее для ознакомления с фронтовой службой; 23 марта 1846 года назначен командиром легкоконной батареи № 24 (с 31 декабря 1851 года — № 22), входившей в состав 3-й конной артиллерийской дивизии.
Отношения Глебова с начальником дивизии генералом Куприяновым, сначала хорошие, испортились, когда обнаружилось, что Глебов не разделяет некоторых взглядов своего начальника на казённое имущество. Куприянов стал преследовать батарею Глебова. Между ними началась переписка, дошедшая до резких выражений и закончившаяся тем, что приказом главнокомандующего действующей армии от 22 февраля 1849 года глебов за дерзость на письме против начальника дивизии был отрешён от командования батареей, а 25 марта предан военному суду (при Киевском ордонанс-гаузе) «за неуместные и насмешливые в письмах выражения» против генерал-лейтенанта Куприянова. Дело тянулось долго. Благодаря Я. И. Ростовцеву оно дошло до Государя и кончилось тем, что Высочайше утверждённою 24 февраля 1855 года конфирмациею было определено: за тяжкую обиду генерал-лейтенанту Куприянову вменить Глебову в наказание бытность под военным судом и содержание под арестом около 6 лет, выдержать его ещё в крепости в каземате 2 месяца и определить на службу, не вверяя ему отдельной части, пока заслугами своими не обратит на себя внимания начальства, и взыскать с него судебных издержек 621 руб. 5¾ коп. серебром. На основании манифеста Александра II по случаю вступления на престол срок ареста уменьшен наполовину. Состоя под судом, Глебов был перечислен 6 марта 1854 года в резервную № 10 батарею 2-й конно-артиллерийской дивизии, а по окончании суда и заключения отправлен 8 мая 1855 года на службу в штаб начальника артиллерии по части инспектора резервной кавалерии; оттуда он был переведён 11 июня в конно-батарейную № 21 батарею с прикомандированием к начальнику артиллерии войск, бывших в Крыму.

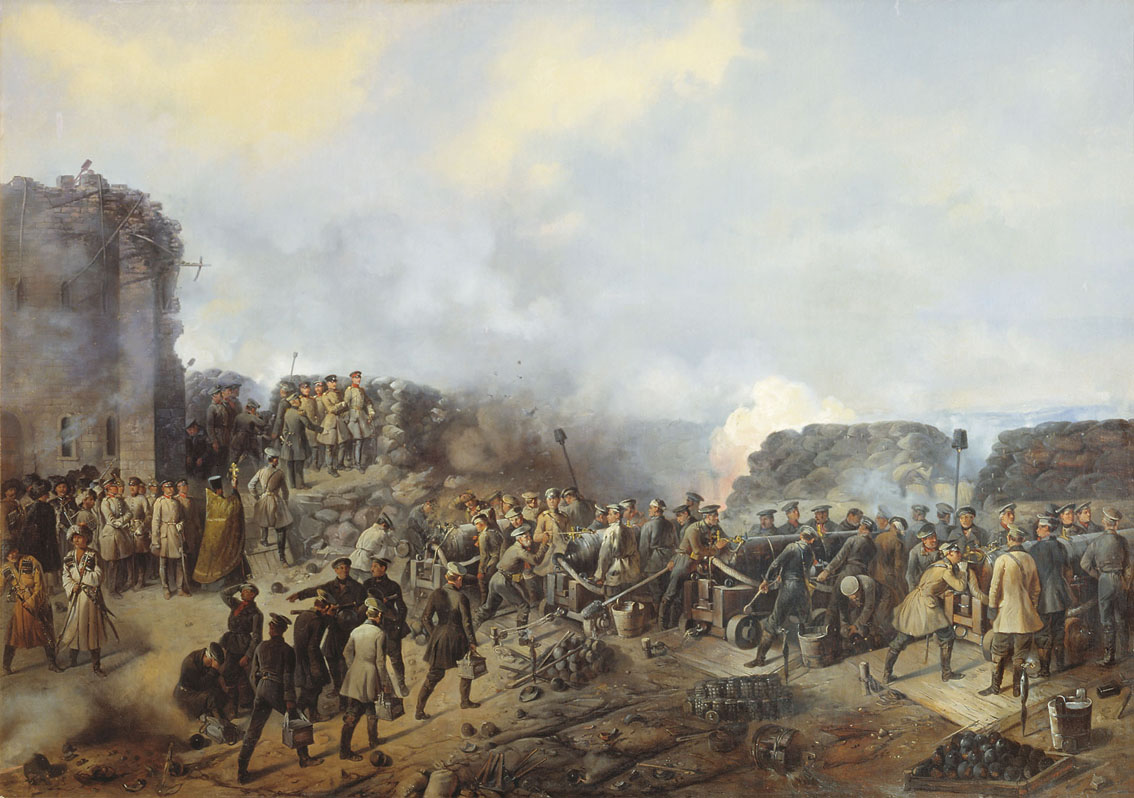
Оборона Севастополя

Принял участие в обороне Севастополя, находясь то на северной стороне, то на Инкерманских высотах; 4 августа Глебов участвовал в баталии при Чёрной речке; за отличное мужество и храбрость, оказанные им в этом деле, Высочайше повелено не считать наказания, которому он подвергся, препятствием к преимуществам по службе, кроме знака отличия беспорочной службы и орденов за выслугу лет.
11 октября он был командирован в Николаев для вооружения этого города и состоял сначала при Великом Князе Михаиле Николаевиче, а потом при генерале Кнорринге; 18 декабря он был назначен на место последнего начальником артиллерии Бугских, Ингульских и Днепровских укреплений города Николаева.
В августе 1856 году главнокомандующий 2-й армией генерал-адъютант Лидерс командировал его в Симферополь для расследования разных злоупотреблениях в подвижном провиантском магазине. В том же году 26 августа Глебов был произведён в генерал-майоры с зачислением по полевой конной артиллерии, 17 сентября прикомандирован к штабу начальника артиллерии по части инспектора резервной кавалерии, а 21 декабря переведён в 4-ю конную артиллерийскую бригаду. В декабре 1856 года по Высочайшему повелению ему было передано для дальнейшего производства и окончания следственное дело о беспорядках и злоупотреблениях в Симферопольском военном госпитале, а в следующем году военный министр поручил ему дальнейшее производство и окончание такого же дела по временному военному госпиталю № 4.
3 января 1857 года он был прикомандирован к штабу конно-артиллерийской дивизии, а 4 сентября 1858 года назначен командиром Кронштадтского артиллерийского гарнизона, 23 июня 1859 года преобразованного в Кронштадтскую крепостную артиллерию; 14 февраля 1860 года Глебов был назначен членом Военно-кодификационной комиссии и 30 августа 1863 года произведён в генерал-лейтенанты.
Умер от рака желудка 16 (28) июня 1866 года в Бад-Киссингене, похоронен там же на городском кладбище.
Женился уже в зрелом возрасте на Александре Антоновне Волконской и имел дочь Марию (?—1907) и двух сыновей — Николая (1854—?) и Виктора (1858—?).

## Избранная библиография
- «Воспоминания 1828 г. в Турции» («Сын Отечества» 1834 г., ч. 168, № 10);
- «Воспоминания армейского офицера» («Отечественные Записки» 1839 г., т. 4);
- «Осада Силистрии в 1829 г.» (там же, 1842 г., т. 23);
- «Дунайская экспедиция 1829 г.» (там же, 1842 г., т. 25);
- «Осада Варны в 1828 г.» (там же, 1843 г., т. 29);
- «Военно-учебные заведения, подведомственные Е. И. В. Главному Начальнику, в царствование императрицы Екатерины II» (там же, 1845 г., т. 42, тоже «Журн. для чтения воспит. военно-учебных заведений» 1846 г., т. 59);
- «Известия о первых военных школах, учреждённых в царствование Петра Великого» («Отеч. Зап.» 1846 г., т. 44, тоже «Журнал для чтения воспит. военно-учебных заведений» 1846 г., т. 59);
- «Битва под Варною 12 ноября 1444 г.» («Военный Журнал» 1854 г., № 6, и 1855 г., № 1);
- «Слово о Барклае-де-Толли» («Современник» 1858 г., т. 67);
- «Слово об Аракчееве» («Военный Сборник» 1861 г. № 2);
- «Карл Андреевич Шильдер в турецкую войну 1828 и 1829 гг.» (там же, 1861 г., № 10);
- «Несколько слов в защиту памяти Гавриила Александровича Игнатьева, участника войны 1812 г.» («Артиллерийский Журнал» 1861 г., № 6), критические замечания на «Историю Отечественной войны» Богдановича;
- «Кое-что о крепостной артиллерии» («Военный Сборник» 1861 г., № 8), по поводу статьи Пестича в «Морском Сборнике» 1860 г. № 8; 14) «Кое-что о тульских оружейниках» («Артиллер. Журнал» 1862 г., № 2);
- «О зависимости крепостной артиллерии от коменданта и об отношениях артиллеристов к инженерам в крепостях» (там же, № 4);
- «Слово об осадной артиллерии. О действии осадной артиллерии в 1829 г. при осаде и взятии Силистрии генералом Красовским» (там же, № 7);
- «Егор Семёнович Савочкин» (там же, № 10);
- «Артиллерийская школа в царствование императриц Анны Иоанновны и Елисаветы Петровны 1730—1761» (там же, № 11 и 12);
- «Артиллерийский и инженерный корпус в царствование императрицы Екатерины II» (там же, 1863 г., № 2).

Записки Глебова о его службе в Севастополе и Николаеве напечатаны после его смерти в «Русской Старине» 1905 г., т. I. В «Библиотеке для чтения» 1838 г. (т. 31) напечатана его быль «Последние дни ветерана».